# Старая Хворостань
Старая Хворостань — село в Лискинском районе Воронежской области.
Административный центр Старохворостанского сельского поселения.

## География

### Улицы
- ул. Донская,
- ул. Конечная,
- ул. Лесная,
- ул. Мира,
- ул. Набережная,
- ул. Центральная,
- ул. Школьная,
- пер. Советский.

## История
Село Старая Хворостань находится возле Дона и впадающей в него речки Хворостанки. В старые времена эти места назывались Форосанским (Хорасанским) ухожьем и принадлежали Покровскому девичьему монастырю Воронежа. Название «Хорасанский ухожей» связано с городом Хорасан в Иране, поскольку в этих местах 1500 лет назад жили племена, родственные персам, и сами иранские купцы (возможно, и воины) здесь бывали.
В 1615 году на месте села был «починок Избыльной». В 1626 году царь Михаил Фёдорович подарил починок и земли вокруг него Покровскому монастырю. В 1646 году в деревне Избыльной уже была часовня, при которой жил священник. В 1701 году монастырские зодчие возвели в селе Избыльном деревянную Покровскую церковь.
В 1764 году Форосанский ухожей был отнят у монастыря в ходе секуляризации церковных земель и впоследствии присоединён к Бобровскому уезду. Но связь с монастырём не прервалась — в начале XX века в селе был развит иконописный промысел.
В 1802 году в Старой Хворостани была построена церковь — уменьшенная копия монастырского собора. В конце XIX века к ней были «приписаны» Архангельская церковь села Бодеевка и Никольская — села Машкино. Сам монастырский собор в 1930-е годы разрушили, а сельский храм сохранился — чудом, конечно, потому что в нём устроили зернохранилище, а потом вообще забросили.
С 2006 года церковь восстанавливается.